# Eva Lemezova
Eva Lemezova (...) è una sciatrice alpina cecoslovacca paralimpica, che ha gareggiato ai Giochi paralimpici invernali, vincendo quattro medaglie negli anni 1976 e 1980.

## Carriera
Vincitrice a Örnsköldsvik 1976 di tre medaglie d'oro: nello slalom speciale III (tempo 	2:03.74), slalom gigante III (tempo 2:25.49) e nella supercombinata III, davanti all'atleta della Germania Ovest, Traudl Weber. Quattro anni più tardi, alle paralimpiadi di Geilo 1980, si è piazzata seconda ello slalom speciale 3A, con un tempo di 1:39.93, dietro alla statunitense Cindy Castellano in 1:25.84. Con 3:07.95 è risultata invece quarta nello slalom gigante (davanti a lei di nuovo Cindy Castellano in 2:39.58, Kathy Poohachof in 2:42.58 e Franciane Fischer con 2:52.27).

## Palmarès

### Paralimpiadi
- 4 medaglie:
  - 3 ori (slalom speciale, slalom gigante e supercombinata III a Örnsköldsvik 1976)
  - 1 argento (slalom speciale 3A a Geilo 1980)